# Линија 1 (Солунски метро)
Линија 1 солунског метроа, позната и као Базни пројекат, је подземна брза транзитна линија дубоког нивоа у Солуну, која повезује железничку станицу на западу са Nea Elvetia на истоку, пре него што настави ка Пилаји. Линија је отворена 30. новембра 2024.  Откривање историјских локалитета 2019. зауставило је радове на 28 месеци док су се ископавања одвијала.  Од 13 станица на овој линији, 11 је такође стајалишта за Линију 2 солунског метроа, јер ће делити тунеле.  Очекује се да ће линија бити отворена 2024.  
Трошкови изградње линије су постављени на 1,05 милијарди евра, што је довољно да се класификује као мегапројекат. 

## Станице
| #  | Име                | Име             | Датум отварања |
| #  | српски             | грчки           | Датум отварања |
| -- | ------------------ | --------------- | -------------- |
| 1  | Железничка станица | Ν. Σιδ. Σταθμος | 2024           |
| 2  | Димократиас        | Δημοκρατιας     | 2024           |
| 3  | Венизелова         | Βενιζελου       | 2024           |
| 4  | Свете Софије       | Αγιας Σοφιας    | 2024           |
| 5  | Синтривани         | Σιντριβανι      | 2024           |
| 6  | Панепистимио       | Πανεπιστημιο    | 2024           |
| 7  | Папафи             | Παπαφη          | 2024           |
| 8  | Ефклеидис          | Ευκλειδης       | 2024           |
| 9  | Флеминг            | Φλεμινγκ        | 2024           |
| 10 | Aналипси           | Αναληψη         | 2024           |
| 11 | 25. марта          | 25ης Μαρτιου    | 2024           |
| 12 | Вулгари            | Βουλγαρη        | 2024           |
| 13 | Неа Елветиа        | Νεα Ελβια       | 2024           |